# キュネウルフ (ウェセックス王)
キュネウルフ（Cynewulf、古英語：CYNEVVLF VVESTSEAXNA CYNING、羅：CYNEVVLF REX SAXONVM OCCIDENTALIVM）は七王国時代のウェセックスの王（在位：757年 - 786年）。

## 生涯
前王シゲベルトを弑逆して王位に就いたとされる。マーシア王エゼルバルドの元で従属していたとも考えられ、根拠にその直後のエゼルバルドの勅令にキュネウルフの名が見受けられている事が挙げられる。その後宗主エゼルバルドが暗殺され、マーシアは短期間ではあるが、王位を主張する者たちが争う内紛の混乱状態になり、キュネウルフはこれを機会にウェセックスがマーシアから独立、758年にマーシアからバークシャーを奪う事に成功する。またキュネウルフはウェールズのブリトン人との戦争を行っていた。
779年にキュネウルフはマーシア王オッファにベンジングトンの戦いで敗北を喫し、バークシャーを、そして恐らくはロンドンをも奪還されてしまう。しかしながらこのような敗北にもかかわらずキュネウルフがその後オッファに従属した証拠は見受けられてはいない（彼の後に王となったベオルートリッチはオファに従属している）。
アングロサクソン年代記の786年の項目に、キュネウルフは彼のセイン（thegn - 護衛の戦士）が護衛する最中、メラントゥネ（Merantune、現ウィルトシャーにあるMarten）にて、前王シゲベルトの兄弟であったキュネヘルドに暗殺される。しかし同じく755年にも同じ暗殺の様子がより詳しい内容で述べられている。この暗殺の記述を一部の歴史家は繰り返し使われる説話を付け加えただけで正確な記述とは言えないものとしている。
キュネウルフの暗殺はサリー州のマートン（Merton）の事だとも言われているが、聖職者のG.H.ゴドウィン師（Rev. G. H Godwin）も含む現代の歴史家は恐らくはウィンチェスターの近くにある同名の地名のためにそう思われたのだろうとしている。